# Acer al carboni
L'acer al carboni constitueix el principal producte dels acers que es produeixen, estimant-se que quasi un 90% de la producció total produïda mundialment correspon a acers al carboni i una mica més del 10% restant són acers aliats. L'acer de construcció és un grup específic dins dels acers al carboni, per més que també podem trobar casos puntuals d'acers de construcció que sigui acers aliats.La composició química dels acers al carboni és més simple que la dels acers aliats. En l'acer al carboni, a més del ferro i el carboni, que generalment no supera l'1%, hi ha a l'aliatge altres elements residuals, necessaris per a la seva producció, com ara silici i manganès, i n'hi ha d'altres que es consideren impureses per la dificultat d'excloure'ls totalment: sofre, fòsfor, oxigen, hidrogen. L'augment del contingut de carboni en l'acer eleva la seva resistència a la tracció, incrementa l'índex de fragilitat en fred i fa que disminueixi la tenacitat i la ductilitat.

## Classes d'acers al carboni
- 1. Acers al carboni que es fan servir en brut de laminació per a construccions metàl·liques i per a peces de maquinària en general.

- 2. Acers al carboni de baix aliatge i alt límit elàstic per a grans construccions metàl·liques, ponts, torres, etc.

- 3. Acers al carboni de fàcil mecanització en torns automàtics.

En aquests acers són fonamentals certes propietats d'ordre mecànic, com la resistència a la tracció, tenacitat, resistència a la fatiga i allargament, Aquestes propietats depenen principalment del percentatge de carboni que contenen i altres aleants.
En general els acers al carboni ordinaris contenen:
 C <1%, Mn <0,9%, Si <0,5%, P <0,1%, S <0,1% 
D'acord amb les propietats mecàniques, s'estableixen una sèrie de grups d'acers ordenats per la seva resistència a la tracció. Popularment són coneguts aquests acers com:
 Acer extrasuau, suau, semisuau, semidur i dur 
- Acer extrasuau:  El percentatge de carboni en aquest acer és de 0,15%, té una resistència mecànica de 38-48 kg/mm  2  i una duresa de 110-135 HB i pràcticament no adquireix tremp. És un acer fàcilment soldable i deformable.

Aplicacions: Elements de maquinària de gran tenacitat, deformació en fred, embotició, plegat, ferramentes, etc.
- Acer suau:  El percentatge de carboni és de 0,25%, té una resistència mecànica de 48-55 kg/mm  2  i una duresa de 135-160 HB. Es pot soldar amb una tècnica adequada.

Aplicacions: Peces de resistència mitjana de bona tenacitat, deformació en fred, embotició, plegat, ferramentes, etc.
- Acer semisuau:  El percentatge de carboni és de 0,35%. Té una resistència mecànica de 55-62 kg/mm  2  i una duresa de 150-170 HB. Es preveu bé, assolint una resistència de 80 kg/mm  2  i una duresa de 215-245 HB.

Aplicacions: Eixos, elements de maquinària, peces resistents i tenaços, perns, cargols, ferramentes.
- Acer semidur:  El percentatge de carboni és de 0,45%. Té una resistència mecànica de 62-70 kg/mm  2  i una duresa de 280 HB. Es preveu bé, assolint una resistència de 90 kg/mm  2 , encara que cal tenir en compte les deformacions.

Aplicacions: Eixos i elements de màquines, peces bastant resistents, cilindres de motors d'explosió, transmissions, etc.
- Acer dur:  El percentatge de carboni és de 0,55%. Té una resistència mecànica de 70-75 kg/mm  2 , i una duresa de 200-220 HB. Contempla bé en aigua i en oli, arribant a una resistència de 100 kg/mm  2  i una duresa de 275-300 HB.

Aplicacions: Eixos, transmissions, tensors i peces regularment carregades i de gruixos no gaire elevats.

## Altres aplicacions
Amb aquests acers es fabriquen els ponts de tren, les grans estructures de les estacions, les columnes metàl·liques de les línies elèctriques, els cascos dels vaixells, les estructures de les cases, les carrosseries dels automòbils, els tubs de les bicicletes, els claus, les agulles, els panys de les portes, els seients de les classes i molts objectes més que utilitzem diàriament. En la majoria dels casos s'utilitza l'acer tal com ve de les acereries, sense donar-li cap tractament tèrmic especial.

## Tractaments tèrmics dels acers al carboni
- Recuita: L'objectiu d'aquest tractament és estovar l'acer, homogeneïtzar la seva estructura i composició química i augmentar la seva ductilitat. S'apliquen diversos tipus de recuit.

- Trempat: En aplicar als acers al carboni un augment de temperatura, en funció de la seva composició entre 760 °C i 900 °C i un ràpid refredament, s'obté un notable increment de la duresa, alhora que també augmenta la seva fragilitat.
- Reveniment: és el tractament tèrmic que usualment s'aplica a l'acer una vegada s'ha trempat. Per dur-lo a terme cal escalfar l'acer a una temperatura inferior a la del tremp i, tot seguit, es deixa refredar de manera controlada. S'obté una petita disminució de la duresa, però, a canvi disminueix notablement la fragilitat de l'objecte, augmentant la seva tenacitat.

Quan interessa fabricar peces amb resistència de 38 a 55 kg/mm  2  és, en general, molt poc avantatjós el tractament tèrmic (tremp i revingut) per tractar-se d'acers de baix contingut de carboni (0,15 a 0,30%). Quan volen fabricar peces amb aquestes resistències convé, en general, utilitzar acers en brut de forja, laminats o normalitzats. No obstant això, en casos excepcionals, quan es vol aconseguir la millor combinació de característiques (resistència, allargament i alt límit elàstic), es poden temperar i revenir els acers de 0,15 a 0,30% de C, obtenint resistències variables de 38 a 55 kg/mm  2 , allargaments i límits d'elasticitat lleugerament superiors als que corresponen a l'estat normalitzat.
Quan es tracta de peces de gran gruix el tractament és gairebé inútil, perquè es presenta el problema de poca penetració de tremp o trempabilitat.
Els acers al carboni temperats i revinguts amb percentatges de carboni variables de 0,25 a 0,55%, se solen emprar generalment amb resistències compreses entre 55 i 90 kg/mm  2  i de vegades, en casos excepcionals com en la fabricació de molles, s'usen fins resistències de 150 a 200 kg/mm  2 .
L'ús dels acers al carboni trempats i revinguts té diversos avantatges. Un de molt important és que el límit d'elasticitat és més elevat que en els acers normalitzats o recuits, i una altra que la combinació de característiques (resistència i allargament) també millora.
En canvi, si aquesta resistència s'aconsegueix trempant i revenint la peça després de mecanitzada, el treball de torn o fresa es podrà fer prèviament en estat recuit molt més fàcil.
És preferible mecanitzar l'acer en estat normalitzat o bé de recuita i després trempar i revenir, deixant generalment en el mecanitzat un excés de mesures, ja que sovint es produeixen deformacions, que són eliminades després amb altres procediments, com ara el rectificat.